# Австралийски пеликан
Австралийският пеликан (Pelecanus conspicillatus) е вид птица от семейство Пеликанови (Pelecanidae). Той живее в Нова Зеландия, Тасмания и Австралия. Човката му е дълга 49 cm и той я използва като склад за почти 11 l вода. С помощта на човката си пеликанът хваща риба, която предварително е зашеметил с удар с крилете си в плитката вода. След това преглъща храната си посредством движение с глава напред.

## Описание
Австралийският пеликан е със среден размер по пеликановите стандарти. Има размах на крилата от 2,3 до 2,6 метра. Теглото му варира от 4 до 13 kg, макар повечето пеликани да тежат между 4,5 и 7,7 kg. Това е сред най-тежките австралийски летящи птици. Бледорозовият клюн е огромен, дори и по пеликанови стандарти – това е птицата с най-дълъг клюн въобще. Най-дългият измерен клюн на австралийски пеликан е 50 cm.
Като цяло, австралийският пеликан е преимуществено бял на цвят. По време на ухажване, някои части от главата му стават оранжеви, а джобът под клюна му става тъмносин, розов и червен.